# Bốn không
Bốn không (tiếng Anh: four nos, tên đầy đủ: Bốn không, một đồng và một tuỳ) là tên gọi cho chính sách quốc phòng của Việt Nam kể từ năm 2019 đến hiện nay sau khi nước này sửa đổi, bổ sung chính sách quốc phòng "ba không" được đề cập từ năm 1998 của mình vào ngày 25 tháng 11 năm 2019 trong sách trắng quốc phòng. Đây được xem là chủ trương mang tính hòa bình và tự vệ của Việt Nam. Ngoài "bốn không" thường xuyên được đề cập thì theo sách trắng quốc phòng còn có thêm "một đồng" và "một tuỳ" nhưng ít khi được nhắc đến.

## Lịch sử hình thành
Vào năm 1998, Việt Nam lần đầu tiên công bố cụm từ "Ba không" để đề cập đến chính sách quốc phòng của mình. Sau đó, cụm từ này cũng đã được đề cập và tái xuất hiện trong năm 2004 cũng như năm 2009. Chính sách này của Việt Nam cũng được đề cập trên báo chí truyền thông nhiều lần sau đó khi được đề cập đến việc hợp tác quân sự. Cụ thể, "ba không" bao gồm: Không tham gia các liên minh quân sự; Không liên kết với nước này để chống nước kia; Không cho nước ngoài đặt căn cứ quân sự hoặc sử dụng lãnh thổ Việt Nam để chống lại nước khác.
Tuy nhiên, đến ngày 25 tháng 11 năm 2019, trong sách trắng quốc phòng Việt Nam đã bổ sung thêm "một không" để chính sách quốc phòng "ba không" của Việt Nam chuyển sang "bốn không". Cụ thể, Việt Nam đã bổ sung thêm câu "không sử dụng vũ lực hoặc đe doạ sử dụng vũ lực trong quan hệ quốc tế". Chính sách này được cho là nhằm gìn giữa hòa bình, tự vệ, bảo vệ Tổ quốc của Việt Nam từ sớm, từ xa và sẵn sàng chống chiến tranh xâm lược. Tuy nhiên, khi công bố chính sách, Thứ tưởng Bộ Quốc phòng Việt Nam Nguyễn Chí Vịnh có đề cập "tùy diễn biến tình hình và trong những điều kiện cụ thể, Việt Nam sẽ cân nhắc phát triển các mối quan hệ quốc phòng, quân sự cần thiết với mức độ thích hợp trên cơ sở tôn trọng độc lập, chủ quyền, thống nhất và toàn vẹn lãnh thổ của nhau". Ngày 30 tháng 10 năm 2023, tại Diễn đàn Hương Sơn Bắc Kinh lần thứ 10 ở Trung Quốc, Việt Nam tiếp tục nhắc đến chính sách quốc phòng "bốn không" của mình cũng như đề cập đến việc sẽ tổ chức Triển lãm quốc phòng quốc tế Việt Nam 2024 vào ngày 22 tháng 12.

## Nội dung
Theo Sách trắng quốc phòng Việt Nam năm 2019, chủ trương "bốn không" đầy đủ của Việt Nam bao gồm:
1. Không tham gia liên minh quân sự;
2. Không liên kết với nước này để chống nước kia;
3. Không cho nước ngoài đặt căn cứ quân sự hoặc sử dụng lãnh thổ để chống lại nước khác;
4. Không sử dụng vũ lực hoặc đe dọa sử dụng vũ lực trong quan hệ quốc tế;

Ngoài ra, còn có "một đồng", "một tùy" khác lần lượt là "Đồng thời tăng cường hợp tác quốc phòng với các nước để nâng cao khả năng bảo vệ đất nước và giải quyết các thách thức an ninh chung"; "Tùy diễn biến tình hình và trong những điều kiện cụ thể, Việt Nam sẽ cân nhắc phát triển các mối quan hệ quốc phòng, quân sự cần thiết với mức độ thích hợp trên cơ sở tôn trọng độc lập, chủ quyền, thống nhất và toàn vẹn lãnh thổ của nhau".
Theo quan điểm của Đảng Cộng sản Việt Nam, chính sách này đã khẳng định: "Có kế hoạch ngăn ngừa các nguy cơ chiến tranh, xung đột từ sớm, từ xa; chủ động phòng ngừa, phát hiện sớm và triệt tiêu các nhân tố bất lợi, nhất là các nhân tố bên trong có thể gây ra đột biến" và "Thực hiện dĩ bất biến, ứng vạn biến, trong đó lợi ích quốc gia – dân tộc là bất biến, kiên định mục tiêu, nguyên tắc chiến lược, vận dụng sách lược mềm dẻo, linh hoạt;... giữ trong ấm, ngoài êm, giữ nước 'từ sớm, từ xa', từ khi nước chưa nguy". Việt Nam cũng đề cập đến việc "những ai tôn trọng độc lập, chủ quyền, thiết lập và mở rộng quan hệ hữu nghị, hợp tác bình đẳng, cùng có lợi với Việt Nam" sẽ được xem là đối tác của nước này. Trong khi đó, "...có âm mưu và hành động chống phá mục tiêu của nước Việt Nam..." sẽ được xem là "đối tượng" của nước này.

## Đánh giá
Theo Tiến sĩ Lê Thu Hường (Viện Chính sách chiến lược Úc tại Canberra), trong chính sách mới, Việt Nam được cho là sẵn sàng hợp tác bảo vệ biên giới nước này từ trên bộ đến hàng hải. Xét theo các bên khác có tranh chấp tại biển Đông, bà cho rằng Việt Nam là nước có tuyên bố mạnh mẽ nhất. Chính sách này cũng được xem như xương sống trong ngoại giao quân sự của Việt Nam khi đang cố gắng xoa dịu Trung Quốc và Đảng Cộng sản Trung Quốc thông qua việc hạn chế phương Tây can thiệp quân sự nước này. Theo Jamestown Foundation, chính sách "bốn không" của Việt Nam được ra đời từ "ba không" nhằm đối lập sự hung hăng của Bắc Kinh khi đề cập việc "không sử dụng vũ lực hoặc đe dọa sử dụng vũ lực trong quan hệ quốc tế". Tuy nhiên, điều đáng chú ý nhất là việc đề cập đến "một tùy" trong phát ngôn khi công bố sách trắng quốc phòng Việt Nam năm 2019 cho phép Quân đội nhân dân Việt Nam có nhiều quyền tự do hành động hơn. Đối với Nhật Bản, việc áp dụng chính sách này được xem là "đa chiều" khi Việt Nam tìm cách thu hút các đối tác cùng lợi ích mà không cần cùng chung liên minh hay tư tưởng.
Xung đột quân sự Nga - Ukraine đã được xem là một thách thức của nước này khi không xem đây là một cuộc "xâm lược", cũng như bỏ phiếu trắng và phản đối việc Nga bị loại khỏi Hội đồng Nhân quyền. Tuy nhiên, nước này cũng có phát ngôn kêu gọi sự kiềm chế giữa các bên xung đột. Theo ông Nguyễn Khắc Giang (một nhà phân tích tại Đại học Victoria Wellington) cho rằng phản ứng này xảy ra do nước này muốn duy trì quan hệ với Nga trong khi hành động gây hấn của Nga được cho là vi phạm chính sách "bốn không" của Việt Nam, đặc biệt trong mối quan hệ Việt Nam đang quan ngại trước nhiều mối đe dọa từ Trung Quốc.

## Bên lề
Ngoài "bốn không", Việt Nam đôi lúc cũng đề cập đến chủ trương "bốn tránh" của mình bao gồm: (1) Tránh xung đột về quân sự; (2) Tránh bị đối đầu về kinh tế; (3) Tránh bị cô lập về ngoại giao; (4) Tránh bị lệ thuộc về chính trị. Bao gồm cả chủ trương "bốn tránh", các quan điểm chiến lược của Việt Nam được cho là nhăm gìn giữ quốc gia có môi trường hòa bình cũng như bảo vệ chế độ của nước này.

## Tư liệu
- Sách trắng Quốc phòng Việt Nam năm 2019